# Sam Hewson
Sam Hewson (Farnworth, 28 novembre 1988) è un calciatore inglese, centrocampista del KFK Kópavogur.

## Carriera

### Club
In carriera ha giocato 8 partite di qualificazione alle coppe europee, di cui 2 per la Champions League e 6 per l'Europa League.

### Nazionale
Ha giocato nella nazionale inglese Under-19.

## Palmarès

### Club

#### Competizioni nazionali
- Coppa d'Islanda: 1

Fram Reykjavík: 2013
- Coppa di Lega islandese: 1

FH Hafnarfjörður: 2014
- Campionato islandese: 2

FH Hafnarfjörður: 2015, 2016